# Aeroporto di Wau
L'aeroporto di Wau (IATA: WUU, ICAO: HSWW) è un aeroporto civile che serve la città di Wau e le comunità circostanti, in Sudan del Sud.
L'aeroporto si trova nella contea di Wau, nello Stato di Wau, a nord-est del quartiere centrale degli affari della città di Wau.
Si trova a circa 511 km, a nord-ovest dell'aeroporto Internazionale di Giuba, il più grande aeroporto del Sudan del Sud. Nel dicembre 2012 è stata inaugurata una nuova pista asfaltata lunga 2 500 metri.
L'aeroporto è stato un importante punto di sosta per le operazioni delle Nazioni Unite in Sud Sudan e continua a esserlo nell'ambito della Missione di assistenza delle Nazioni Unite nella Repubblica del Sud Sudan (UNMISS), oltre a essere utilizzato dal Programma alimentare mondiale e dall'Aeronautica militare del Sud Sudan.

## Incidenti
- 20 marzo 2017: un Antonov An-26 della South Sudan Supreme Airlines è stato distrutto da un incendio dopo essere atterrato all'aeroporto di Wau, in Sud Sudan, su un volo passeggeri di linea nazionale proveniente dall'aeroporto di Giuba.[4]